# Coktail Jet
Coktail Jet (1990-2018) est un cheval de course. Champion sur les pistes, il est devenu l'un des meilleurs étalons trotteurs du monde.

## Carrière de courses
Propriété de la famille Wildenstein, entraîné et drivé par Jean-Étienne Dubois, qui l'a élevé, ce fils du français Quouky Williams et de l'américaine Armbro Glamour a commencé à se mesurer avec les ténors de sa génération au début de son année de 4 ans, se classant notamment deuxième du Prix de Sélection. Au printemps 1994, il remporte son premier groupe 1 en Italie, dans le Gran Premio d'Europa puis, signe de sa précoce maturité, affronte crânement des chevaux plus âgés dans un Prix René Ballière très relevé, terminant bon troisième, derrière Sea Cove, mais devant Bahama, Vourasie ou Abo Volo. De retour face à ses contemporains, il décroche ensuite un premier semi-classique (le Prix Guy Le Gonidec), mais est disqualifié de sa première place dans l'éliminatoire du Grand Prix de l'UET en raison d'un contrôle positif. À 5 ans, il est figurant dans le Prix de France, mais enlève le Prix René Ballière aux dépens d'Abo Volo, montrant son aptitude aux parcours de vitesse. Sa première sortie à l'étranger se solde par une quatrième place dans le Hugo Åbergs Memorial en Suède, avant deux succès classiques lors du meeting d'été de Vincennes, le Critérium des 5 ans et le Prix de l'Étoile.
Parmi les favoris du Prix d'Amérique 1996, il s'adjuge brillamment la course reine (encore devant Abo Volo), puis réalise le doublé avec le Prix de France quinze jours plus tard. Au sommet de son art à 6 ans, il étend sa domination à l'Europe en battant le champion suédois Zoogin dans l'Elitloppet à Solvalla, remportant ainsi les deux plus grandes courses européennes dans la même année. Ses deux victoires suivantes, dans le Prix de Washington et le Prix d'Europe à Enghien, seront les dernières : il échoue dans son aventure américaine (sixième du Breeders' Crown Open), ne peut conserver ses titres dans les Prix d'Amérique et de France, et met un terme à sa carrière après cette dernière course, à l'orée de ses sept ans.

### Palmarès
France
- Prix d'Amérique (Gr.1, 1996)
- Prix de France (Gr.1, 1996)
- Prix René Ballière (Gr.1, 1995)
- Prix de l'Atlantique (Gr.1, 1996)
- Critérium des 5 ans (Gr.1, 1995)
- Prix de l’Étoile (Gr.1, 1995)
- Prix Guy Le Gonidec (Gr.2, 1994)
- Prix de Washington (Gr.2, 1995, 1996)
- Prix d'Europe (Gr.2, 1995)
- Prix Jockey (Gr.2, 1995)
- Prix Henri Levesque (Gr.2, 1995)
- 2e Prix de Sélection (Gr.1, 1994)
- 2e Grand Critérium de Vitesse de la Côté d'Azur (Gr.1, 1995)
- 2e Prix des Ducs de Normandie (Gr.2, 1996)
- 2e Prix d'Été (Gr.2, 1996)
- 2e Prix de Bourgogne (Gr.2, 1996)
- 3e Prix René Ballière (Gr.1, 1994)
- 3e Prix Chambon P (Gr.2, 1995)
- 3e Prix de Bourgogne (Gr.2, 1995)
- 3e Grand Prix des Sociétés de Courses du Nord (Gr.2, 1996)

 Italie
- Gran Premio d'Europa (Gr.1, 1994)
- Prix de La Ville de Turin (Gr.2, 1994)

 Suède
- Elitloppet (Gr.1, 1996)

## Au haras
Entré tôt au haras, Coktail Jet s'avère aussitôt comme l'un des meilleurs étalon français, étant sacré tête de liste en France à sept reprises entre 2002 et 2011, et produisant une multitude de champions, en France et en Europe, dont une vingtaine de lauréats de groupe 1. Son prix de saillie a longtemps fait de lui l'étalon le plus cher d'Europe. Parmi ses meilleurs produits, citons :
- Love You 1'10 - Critérium Continental, devenu le numéro 1 des étalons européens
- Naglo 1'10 - Prix de France (deux fois), Grand Prix de l'UET
- Magnificient Rodney 1'11 - Prix de Cornulier
- Quif de Villeneuve 1'11m - Prix de Cornulier
- Kiwi 1'11 - Prix de Sélection, Finlandia Ajo, Championnat européen des 5 ans
- Jetstile 1'11 - Championnat européen des 5 ans, Norsk Travkriterium, Forus Open
- Saxo de Vandel 1'11 - Prix de Sélection, de l'Étoile
- The Best Madrik 1'10 - Critérium des Jeunes, des 5 ans, 3e du Prix d'Amérique
- Papayago E. 1'09 - International Trot, Norsk Travkriterium
- Kérido du Donjon 1'12 - Prix du Président de la République
- Yarrah Boko 1'09 - Norrbottens Stora Pris, 3e du Prix d'Amérique
- Énino du Pommereux 1'10 - Critérium des 4 ans, 2e du Prix de Sélection, 2e du Critérium des 5 ans
- Jam Pridem 1'11 - Prix des Géants , 2e du Kymi Grand Prix, 3e du Critérium des 4 ans
- Rodrigo Jet  1'09 -  3e du Prix René Ballière, 3e du Finlandia Ajo
- Drôle de Jet 1'09 - Grand Prix de l'UET, 2e du Prix René Ballière
- Makhoub Jet  - Breeder's Crown des 4 ans (sv) (Suède)
- Jain de Beval  1'13 - Critérium des 3 ans, 2e du Critérium des 4 ans
- Gu d'Héripré  1'10 - Critérium continental, 2e du Critérium des 3 et des 4 ans, 3e du Prix d'Amérique
- Classico Merett  - Prix Saint-Michel (course hippique), 2e et 3e du Finlandia Ajo, 3e du Kymi Grand Prix
- Cristal Money 1'13 - Prix de l'Étoile, 2e du Championnat européen des 3 ans, 3e du Prix Albert-Viel

À sa mort, le 13 décembre 2018, Coktail Jet avait donné plus de 3 500 gagnants, totalisant plus de 80 millions d'euros de gains.

## Origines
| Origines de Coktail Jet | Origines de Coktail Jet | Origines de Coktail Jet | Origines de Coktail Jet |
| ----------------------- | ----------------------- | ----------------------- | ----------------------- |
| Père Quouky Williams    | Fakir du Vivier         | Sabi Pas                | Carioca II              |
| Père Quouky Williams    | Fakir du Vivier         | Sabi Pas                | Infante II              |
| Père Quouky Williams    | Fakir du Vivier         | Ua Uka                  | Kerjacques              |
| Père Quouky Williams    | Fakir du Vivier         | Ua Uka                  | Flicka                  |
| Père Quouky Williams    | Dolly Williams          | Pacha Grandchamp        | Fandango                |
| Père Quouky Williams    | Dolly Williams          | Pacha Grandchamp        | Atalante de Grandchamp  |
| Père Quouky Williams    | Dolly Williams          | Quassia Williams        | Ogaden                  |
| Père Quouky Williams    | Dolly Williams          | Quassia Williams        | Tanara                  |
| Mère Armbro Glamour     | Super Bowl              | Star's Pride            | Worthu Boy              |
| Mère Armbro Glamour     | Super Bowl              | Star's Pride            | Star Drift              |
| Mère Armbro Glamour     | Super Bowl              | Pillow Talk             | Rodney                  |
| Mère Armbro Glamour     | Super Bowl              | Pillow Talk             | Bewitch                 |
| Mère Armbro Glamour     | Speeduy Sug             | Speedy Count            | Speedster               |
| Mère Armbro Glamour     | Speeduy Sug             | Speedy Count            | Countess Song           |
| Mère Armbro Glamour     | Speeduy Sug             | Sug                     | Hickory Smoke           |
| Mère Armbro Glamour     | Speeduy Sug             | Sug                     | Cassin Hanover          |